# La Heutte
La Heutte est une localité et une ancienne commune suisse du canton de Berne, située dans l'arrondissement administratif du Jura bernois.

## Géographie
La Heutte se situe dans la partie inférieure du Vallon de Saint-Imier à 6 km à vol d’oiseau de la ville de Bienne. La Heutte culmine à 1286 m sur le Montoz et à 1193 sur le Chasseral.

## Toponymie
Le nom de la localité dérive du haut allemand hutta, attesté en français sous la forme hute (cabane) depuis le XIIe siècle.
Son ancien nom allemand est Hütten.

## Histoire
La première mention écrite remonte à 1370, sous le nom allemand de Zur Hütte. La présence d’une verrerie est attestée au début du XVe siècle.
De 1797 à 1815, La Heutte a fait partie de la France, au sein du département du Mont-Terrible, puis, à partir de 1800, du département du Haut-Rhin, auquel le département du Mont-Terrible fut rattaché. Par décision du congrès de Vienne, le territoire de l’ancien évêché de Bâle fut attribué au canton de Berne, en 1815.
Le 30 mars 2014, les habitants de la commune acceptent à 90% la fusion de leur commune avec celle de Péry. La nouvelle commune, appelée Péry-La Heutte, est effective depuis le 1er janvier 2015.

## Transports
- Ligne Bienne – La Chaux-de-Fonds (CFF)
- Autoroute A16 (Bienne-Boncourt))  20 (La Heutte)